# Condado de Rockingham (Carolina do Norte)
O Condado de Rockingham é um dos 100 condados do estado americano da Carolina do Norte. A sede do condado é Wentworth, que é também a sua maior cidade. O condado possui uma área de 1462 km² (dos quais 15 km² estão cobertos por água), uma população de 91 928 habitantes, e uma densidade populacional de 63 hab/km² (segundo o censo nacional de 2000). O condado foi fundado em 1785 e o seu nome é uma homenagem a Charles Watson-Wentworth, 2.º Marquês de Rockingham (1730-1782), por duas vezes primeiro-ministro da Grã-Bretanha (1765-1766, 1782).

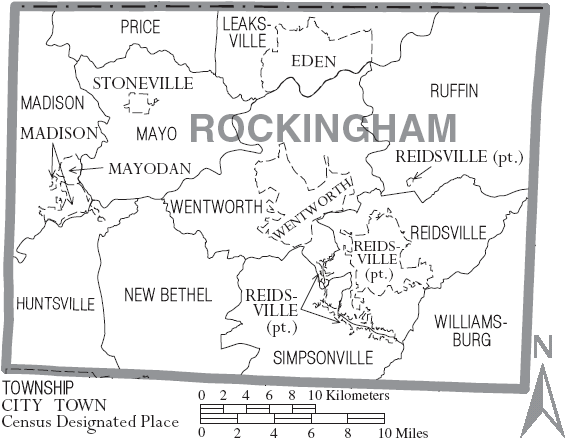
Mapa do condado de Rockingham, Carolina do Norte